# 布赖特
布赖特是德国莱茵兰-普法尔茨州的一个市镇。总面积4.00平方公里，总人口272人，其中男性151人，女性121人（2011年12月31日），人口密度68人/平方公里。